# Elizabeth Khaxas
Elizabeth Khaxas (née en 1960) est une autrice et militante namibienne. Khaxas a notamment dirigé Sister Namibia, une organisation non gouvernementale et non partisane plaidant pour le droit des femmes, de 1998 à 2004. Après avoir quitté Sister Namibia, elle  fonde le Women's Leadership Centre, une organisation féministe basée à Windhoek, en Namibie. Khaxas et sa partenaire Liz Franck sont également connues pour avoir intenté un procès au Président du comité de sélection de l'immigration (Immigration Selection Board) dans le but d'obtenir une reconnaissance juridique des relations entre personnes de même sexe en Namibie.  